# Pleuraphodius mutilus
Pleuraphodius mutilus är en skalbaggsart som beskrevs av Schmidt 1911. Pleuraphodius mutilus ingår i släktet Pleuraphodius och familjen Aphodiidae. Inga underarter finns listade i Catalogue of Life.